# Семенівська сільська рада (Каховський район)
Семені́вська сільська́ ра́да — адміністративно-територіальна одиниця та орган місцевого самоврядування в Каховському районі Херсонської області. Адміністративний центр — село Семенівка.

## Загальні відомості
Семенівська сільська рада утворена в 1921 році.
- Територія ради: 77,67 км²
- Населення ради: 1 349 осіб (станом на 2001 рік)

## Населені пункти
Сільській раді підпорядковані населені пункти:
- с. Семенівка

## Склад ради
Рада складається з 16 депутатів та голови.
- Голова ради:

### Керівний склад попередніх скликань
| Прізвище, ім'я, по батькові | Основні відомості                                    | Дата обрання | Дата звільнення |
| --------------------------- | ---------------------------------------------------- | ------------ | --------------- |
| Квасов Юрій Миколайович     | Сільський голова, 1964 року народження, безпартійний | 26.03.2006   | 31.10.2010      |

Примітка: таблиця складена за даними сайту Верховної Ради України

### Депутати
За результатами місцевих виборів 2010 року депутатами ради стали:

#### За суб'єктами висування
| Суб'єкт висування                                       | Кількість обраних депутатів | %    |
| ------------------------------------------------------- | --------------------------- | ---- |
| Самовисування                                           | 8                           | 50   |
| Партія регіонів                                         | 6                           | 37,5 |
| Комуністична партія України                             | 1                           | 6,3  |
| Політична партія Всеукраїнське об'єднання «Батьківщина» | 1                           | 6,3  |

#### За округами
| № округу                                                | Прізвище, ім'я, по батькові     | Дата визнання обраним | Освіта  | Партійна приналежність                        | Відомості про обраного депутата                                              |
| ------------------------------------------------------- | ------------------------------- | --------------------- | ------- | --------------------------------------------- | ---------------------------------------------------------------------------- |
| Комуністична партія України                             |                                 |                       |         |                                               |                                                                              |
| 6                                                       | Ратушняк Ірина Володимирівна    | 05.11.2010            | середня | позапартійна                                  | тимчасово не працює                                                          |
| Партія регіонів                                         |                                 |                       |         |                                               |                                                                              |
| 2                                                       | Денисенко Вікторія Дмитрівна    | 05.11.2010            | вища    | член Партії регіонів                          | Приватне підприємство «Штефан», продавець                                    |
| 3                                                       | Сидоренко Альбіна Анатоліївна   | 05.11.2010            | середня | член Партії регіонів                          | тимчасово не працює                                                          |
| 4                                                       | Мазур Любов Миколаївна          | 05.11.2010            | вища    | член Партії регіонів                          | Семенівська сільська рада, секретар                                          |
| 7                                                       | Хлистова Надія Михайлівна       | 05.11.2010            | середня | член Партії регіонів                          | Семенівська сільська рада, головний бухгалтер                                |
| 10                                                      | Михайленко Віктор Миколайович   | 05.11.2010            | середня | член Партії регіонів                          | пенсіонер                                                                    |
| 11                                                      | Гончар Алла Андріївна           | 05.11.2010            | середня | член Партії регіонів                          | Семенівська сільська рада, спеціаліст з питань соціального захисту населення |
| Політична партія Всеукраїнське об'єднання «Батьківщина» |                                 |                       |         |                                               |                                                                              |
| 1                                                       | Косенков Микола Миколайович     | 05.11.2010            | середня | член Всеукраїнського об'єднання «Батьківщина» | Семенівський навчально — виховний комплекс, вчитель                          |
| Самовисування                                           |                                 |                       |         |                                               |                                                                              |
| 5                                                       | Кушеленко Володимир Миколайович | 05.11.2010            | середня | позапартійний                                 | Фермерське підприємство «Алтанал», водій                                     |
| 8                                                       | Шпур Олена Анатоліївна          | 05.11.2010            | середня | позапартійна                                  | тимчасово не працює                                                          |
| 9                                                       | Пуляєв Олег Миколайович         | 05.11.2010            | вища    | позапартійний                                 | Садове товариство «Краса», машиніст аміачних установок                       |
| 12                                                      | Настенко Володимир Миколайович  | 05.11.2010            | середня | позапартійний                                 | Каховська районна пожежна охорона с. Семенівка, начальник                    |
| 13                                                      | Нарли Михайло Миколайович       | 05.11.2010            | середня | позапартійний                                 | приватний підприємець                                                        |
| 14                                                      | Михайлечко Марія Михайлівна     | 05.11.2010            | середня | позапартійна                                  | Чаплинський масло — сир завод, заготівельник молока                          |
| 15                                                      | Рогов Геннадій Олександрович    | 05.11.2010            | середня | позапартійний                                 | пенсіонер                                                                    |
| 16                                                      | Негря Микола Васильович         | 05.11.2010            | середня | позапартійний                                 | тимчасово не працює                                                          |